# 地域・生活者起点で日本を洗濯（選択）する国民連合
地域・生活者起点で日本を洗濯（選択）する国民連合（ちいき・せいかつしゃきてんでにほんをせんたくするこくみんれんごう）は、地域・生活者が主役になる政治の実現を目的とする、現職を含む都道府県知事の経験者、有識者による運動組織。通称「せんたく」。2008年1月20日発足。2009年9月活動終了。

## 概要
新しい日本をつくる国民会議（21世紀臨調）のメンバーが中心となる。地方分権改革や脱官僚主導政治に向けて政策の提言を行う。そのほか、当面の活動方針として、次期衆議院議員総選挙を政権選択選挙とすべく、各政党に地方分権や社会保障、税制、雇用など国民の生活に関わる政策について政権公約（マニフェスト）の提示を求める。「せんたく」には、選挙での「選択」と、日本を「洗濯」するという意味が込められている。
北川代表は、次期選挙での独自候補の擁立や他党候補の推薦などについて「考えていない」としている。また、活動方針に「『新党運動』や『政界再編』を目指すものではない」と明記した。

## メンバー

### 発起人
- 北川正恭（元三重県知事、発起人代表、新しい日本をつくる国民会議共同代表）
- 飯尾潤（政策研究大学院大学教授）
- 池田守男（株式会社資生堂相談役）
- 岩名秀樹（三重県議会議長）
- 古賀伸明（前日本労働組合総連合会会長）
- 佐々木毅（学習院大学教授、新しい日本をつくる国民会議共同代表）
- 曽根泰教（慶應義塾大学教授）
- 西尾勝（国際基督教大学大学院教授、新しい日本をつくる国民会議共同代表）
- 東国原英夫（元衆議院議員）
- 福川伸次（電通相談役）
- 古川康（衆議院議員、元佐賀県知事）
- 松沢成文（参議院議員、元神奈川県知事）
- 茂木友三郎（キッコーマン株式会社会長）
- 森民夫（元新潟県長岡市長）
- 山田啓二（京都府知事）

### 参加者
各界
- 北川正恭 - 早稲田大学大学院教授
- 飯尾潤 - 政策研究大学院大学教授
- 池田弘一 - アサヒビール会長
- 池田守男 - 資生堂相談役
- 大木浩 - 元環境大臣
- 加藤三郎 - 環境文明研究所代表取締役所長
- 金丸恭文 - フューチャーアーキテクト会長
- 神吉信之
- 古賀伸明 - 元日本労働組合総連合会会長
- 小島邦夫 - 経済同友会副代表幹事
- 桜井正光 - 経済同友会代表幹事
- 佐々木毅 - 元東京大学総長
- 残間里江子 - フリープロデューサー
- 曽根泰教 - 慶應義塾大学教授
- 高橋進 - 日本総合研究所副理事長
- 永久寿夫 - PHP総合研究所常務取締役
- 西尾勝 - 東京市政調査会理事長
- 丹羽宇一郎 - 伊藤忠商事会長
- 福川伸次 - 機械産業記念事業財団会長
- 茂木友三郎 - キッコーマン会長
- 山本良一 - 東京大学教授

知事
- 山田啓二 - 京都府知事
- 寺田典城 - 秋田県知事
- 斎藤弘 - 山形県知事
- 堂本暁子 - 千葉県知事
- 松沢成文 - 神奈川県知事（現：参議院議員）
- 泉田裕彦 - 前新潟県知事（現：衆議院議員）
- 石川嘉延 - 静岡県知事
- 嘉田由紀子 - 前滋賀県知事（現：参議院議員）
- 仁坂吉伸 - 和歌山県知事
- 平井伸治 - 鳥取県知事
- 飯泉嘉門 - 徳島県知事
- 古川康 - 前佐賀県知事（現：衆議院議員）
- 東国原英夫 - 前宮崎県知事
- 岩名秀樹 - 三重県議会議長

市区町村長
- 森民夫 - 前新潟県長岡市長
- 中島興世 - 北海道恵庭市長
- 熊坂義裕 - 前岩手県宮古市長
- 相原正明 - 前岩手県奥州市長
- 田村正彦 - 岩手県八幡平市長
- 五十嵐忠悦 - 秋田県横手市長
- 菅家一郎 - 前福島県会津若松市長（現：衆議院議員）
- 立谷秀清 - 福島県相馬市長
- 仁志田昇司 - 福島県伊達市長
- 藤井信吾 - 茨城県取手市長
- 清水聖義 - 群馬県太田市長
- 岡村幸四郎 - 埼玉県川口市長
- 相川宗一 - 前埼玉県さいたま市長
- 木下博信 - 埼玉県草加市長
- 神保国男 - 埼玉県戸田市長
- 長沼明 - 埼玉県志木市長
- 志賀直温 - 千葉県東金市長
- 井崎義治 - 千葉県流山市長
- 豊田俊郎 - 前千葉県八千代市長（現：参議院議員）
- 清原慶子 - 東京都三鷹市長
- 星野信夫 - 東京都国分寺市長
- 石川良一 - 東京都稲城市長
- 阿部孝夫 - 神奈川県川崎市長
- 海老根靖典 - 神奈川県藤沢市長
- 古谷義幸 - 神奈川県秦野市長
- 大木哲 - 神奈川県大和市長
- 篠田昭 - 新潟県新潟市長
- 國定勇人 - 新潟県三条市長（現：衆議院議員）
- 久住時男 - 新潟県見附市長
- 入村明 - 新潟県妙高市長
- 高野宏一郎 - 新潟県佐渡市長
- 中屋一博 - 富山県滑川市長
- 村上利夫 - 福井県小浜市長
- 山岸正裕 - 福井県勝山市長
- 宮島雅展 - 山梨県甲府市長
- 荻野正直 - 山梨県笛吹市長
- 鷲澤正一 - 長野県長野市長
- 芹澤勤 - 長野県小諸市長
- 森真 - 岐阜県各務原市長
- 堀孝正 - 岐阜県瑞穂市長
- 鈴木康友 - 静岡県浜松市長
- 小池政臣 - 静岡県三島市長
- 小室直義 - 静岡県富士宮市長
- 鈴木望 - 静岡県磐田市長
- 西原茂樹 - 静岡県牧之原市長
- 本多正幸 - 愛知県知立市長
- 水谷元 - 三重県桑名市長
- 海東英和 - 滋賀県高島市長
- 平尾道雄 - 滋賀県米原市長
- 四方八洲男 - 京都府綾部市長
- 倉田薫 - 大阪府池田市長
- 田中誠太 - 大阪府八尾市長
- 藤沢純一 - 大阪府箕面市長
- 吉田友好 - 大阪府大阪狭山市長
- 山中健 - 兵庫県芦屋市長
- 藤原保幸 - 兵庫県伊丹市長
- 中川暢三 - 兵庫県加西市長
- 山下真 - 奈良県生駒市長
- 竹内功 - 鳥取県鳥取市長
- 西尾理弘 - 島根県出雲市長
- 島田二郎 - 島根県安来市長
- 古市健三 - 岡山県倉敷市長
- 吉岡広小路 - 広島県三次市長
- 伊藤吉和 - 広島県府中市長
- 松浦正人 - 山口県防府市長
- 河内山哲朗 - 山口県柳井市長
- 大西秀人 - 香川県高松市長
- 宮下裕 - 香川県善通寺市長
- 中村時広 - 愛媛県松山市長
- 井原巧 - 前愛媛県四国中央市長（現：衆議院議員）
- 石田宝蔵 - 福岡県柳川市長
- 桑野照史 - 福岡県筑後市長
- 野田国義 - 前福岡県八女市長（現：参議院議員）
- 平原四郎 - 福岡県筑紫野市長
- 秀島敏行 - 佐賀県佐賀市長
- 坂井俊之 - 佐賀県唐津市長
- 塚部芳和 - 佐賀県伊万里市長
- 橋本康志 - 佐賀県鳥栖市長
- 樋渡啓祐 - 佐賀県武雄市長（当時）
- 横尾俊彦 - 佐賀県多久市長
- 谷口太一郎 - 佐賀県嬉野市長
- 奥村愼太郎 - 長崎県雲仙市長
- 田中信孝 - 熊本県人吉市長
- 安田公寛 - 熊本県天草市長
- 大住清昭 - 熊本県合志市長
- 釘宮磐 - 大分県大分市長
- 長峯誠 - 前宮崎県都城市長（現：参議院議員）
- 橋田和実 - 宮崎県西都市長
- 宮路高光 - 鹿児島県日置市長
- 成澤廣修 - 東京都文京区長
- 青木英二 - 東京都目黒区長
- 酒井芳秀 - 北海道新ひだか町長
- 滝口茂 - 宮城県柴田町長
- 小野寺喜一郎 - 山形県遊佐町長
- 山口博續 - 福島県西会津町長
- 竹内昰俊 - 福島県会津坂下町長
- 村上達也 - 茨城県東海村長
- 鈴木俊美 - 栃木県大平町長
- 渡邊廣吉 - 新潟県聖籠町長
- 小林三喜男 - 新潟県津南町長
- 平澤豊満 - 長野県箕輪町長
- 今井良博 - 岐阜県白川町長
- 谷口尚 - 岐阜県白川村長
- 小城利重 - 奈良県斑鳩町長
- 後藤太栄 - 和歌山県高野町長
- 松本昭夫 - 鳥取県北栄町長
- 安川博 - 福岡県宇美町長

### 議員連盟
国会議員については、超党派の国会議員有志による「せんたく議員連合」が存在し、自民党側共同代表として河村建夫、民主党側代表として野田佳彦が代表を務め、総勢105名の国会議員が参加していた。